# Torgny
Torgny is een plaats en deelgemeente van Rouvroy in de Belgische provincie Luxemburg. Het is de zuidelijkste plaats van België en ligt vlak bij de Franse grens. Het dorpje telt ruim 200 inwoners.
Torgny ligt in de Gaumestreek/Belgisch-Lotharingen. Het riviertje de Chiers vormt ter hoogte van Torgny over een aantal kilometer de landsgrens. Het dorpje is gelegen op een zuidelijk gerichte helling, op de flanken van de vallei van de Chiers. Dit geeft, samen met de beperkte hoogteligging (275 m) en de kalkbodem, een gunstig zacht microklimaat waardoor er wijnbouw mogelijk is.

## Geschiedenis
Op het eind van het ancien régime werd Torgny een zelfstandige gemeente. In 1823 werden echter grote gemeentelijke indelingen doorgevoerd in Luxemburg en veel kleine gemeenten werden samengevoegd. Torgny werd opgeheven en bij Harnoncourt gevoegd. De nieuwe gemeente werd tot Lamorteau omgedoopt, naar het dorp tussen Torgny en Harnoncourt dat tot dan tot de gemeente Harnoncourt had behoord. De bewoners verzetten zich echter al gauw tegen deze situatie, omwille van de afstand van ruim drie kilometer en de moeilijke weg tussen Torgny en het administratief centrum van de gemeente. In 1853 werd Torgny uiteindelijk weer afgesplitst als zelfstandige gemeente.
In 1977 werd Torgny een deelgemeente van Rouvroy.

## Demografische ontwikkeling
- Bronnen:NIS, Opm:1831 tot en met 1970=volkstellingen

## Bezienswaardigheden

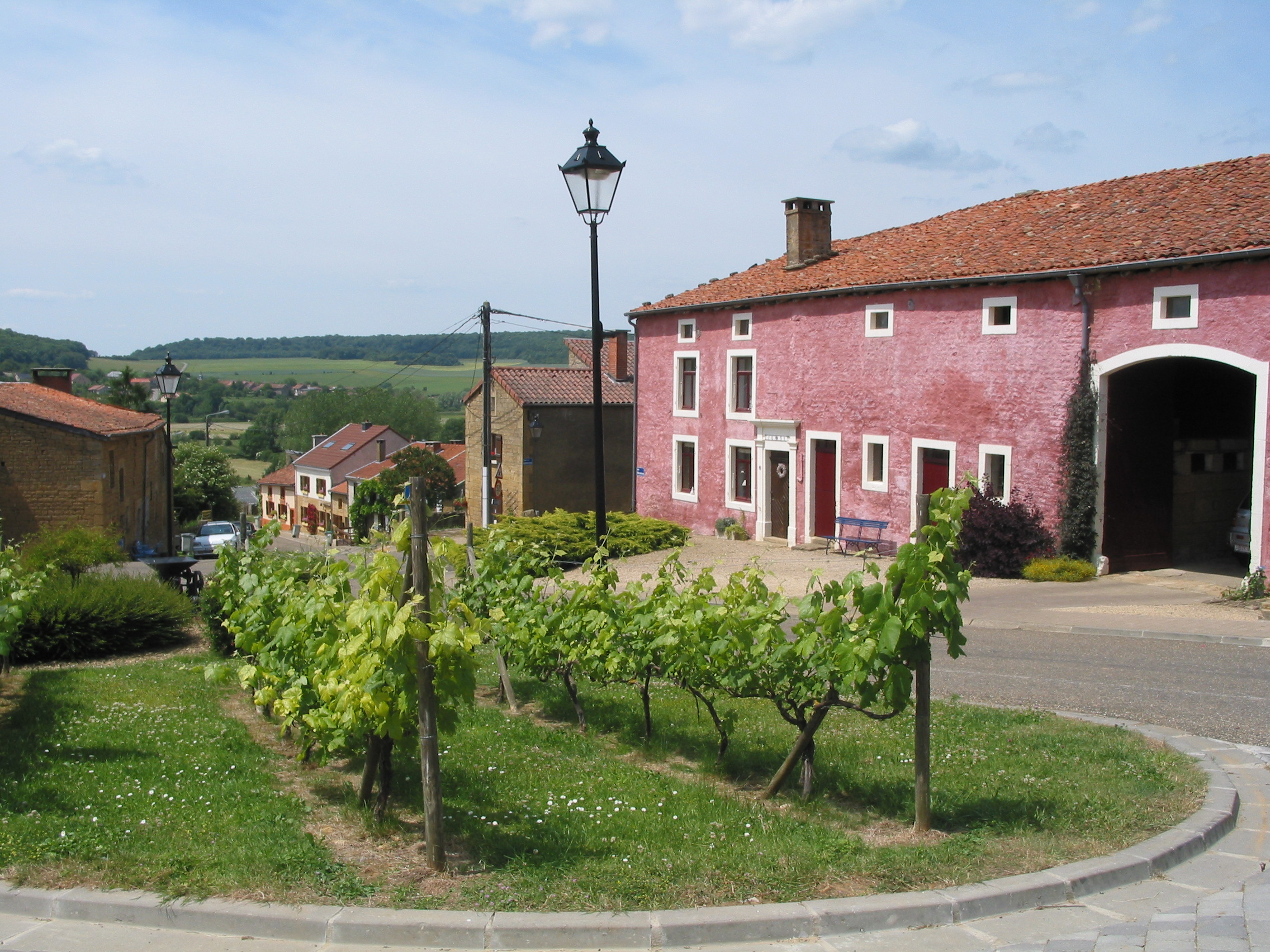
De roze boerderij

Het dorpje heeft meerdere bezienswaardigheden waaronder een authentieke wasplaats. Het staat op de lijst van plaatsen die zijn uitverkozen tot mooiste dorpen van Wallonië, Les Plus Beaux Villages de Wallonie.
Torgny heeft een hermitage, die op de monumentenlijst staat. De huidige kapel dateert uit de 19de eeuw, maar de oorspronkelijke gebouwen gaan terug tot einde 17de eeuw. Tot in 1659 was er in de omgeving een bekend pelgrimsoord, namelijk Avioth. Rechtover de hermitage bevindt zich de ingang van het natuurreservaat Raymond Mayné.